# Leonardo II de Tassis
Leonardo II de Tassis (Bruxelles, 5 luglio 1594 – Praga, 23 maggio 1628) fu dal 1624 al 1628 Maestro Generale di Posta a Bruxelles e conte di Taxis.
Il 29 giugno 1616 sposò la contessa di Varax Alessandrina de Rye. Nel 1624 ottenne dal padre, Lamoral de Tassis la signoria di Tassis.

## Biografia
Leonardo era figlio di Lamoral de Tassis, il quale era figlio a sua volta di Leonardo I, Maestro di Posta dei Paesi Bassi spagnoli che dal 1597 fu al servizio dell'Imperatore.
Il 28 agosto 1603 l'Imperatore Rodolfo II aveva concesso a Leonardo I l'incarico di Maestro Generale delle Poste imperiali. L'attività postale della famiglia, in quegli anni era particolarmente florida e nello specifico Lamoral si era avvalso di Jacob Henot a Colonia. A Francoforte sul Meno, la stazione era gestita localmente da Johann von den Birghden.
Il primo incarico ufficiale di Leonardo II fu quello di occuparsi, dal 1622 della posta imperiale da Vienna. Nel gennaio 1623 incontrò Johann von den Birghden ad Aschaffenburg, residenza di Johann Schweikhard von Kronberg, Principe-Vescovo di Magonza per ufficializzare questo incarico. Questa situazione però diede inizio ad una cospirazione da parte di Federico V del Palatinato, il quale ricopriva sino a quel momento questo incarico.
L'imperatore ad ogni modo accettò la nomina di Leonardo II e l'8 giugno 1624 Ferdinando II concesse a Lamoral e Leonardo de Tassis il titolo di conti del Sacro Romano Impero.
Alla morte di Lamoral, il 7 luglio 1624 a Bruxelles, Leonardo II ottenne il titolo di Maestro di Posta formalmente, atto che venne ufficializzato il 17 agosto dello stesso anno.
Alla morte di Jacob Henot, Maestro di Posta a Colonia per conto dei Taxis, il 17 novembre 1625, Leonardo II pose come suo successore Hartger Henot e sua moglie Katharina. Il 23 febbraio 1626 a loro succedette Johann von Coesfeld.
Leonardo II morì il 23 maggio 1628 alla corte imperiale di Praga. e venne succeduto dalla moglie Alessandrina, che rimase in carica in reggenza del figlio sino al 1646 quando il titolo e i poteri paterni passarono a Lamoral Claudio Francesco.

## Figli
- Genoveffa (16 aprile 1618-14 dicembre 1663), sposò l'8 luglio 1637 Sigismondo Sfondrati, Capitano spagnolo e Generale d'Artiglieria († 1652)
- Lamoral Claudio Francesco (14 febbraio 1621-13 settembre 1676).